# 주한 키르기스스탄 대사관
주한 키르기스 공화국 대사관(키르기스어: Кыргыз Республикасынын Корея Республикасындагы Элчилиги, 러시아어: Посольство Кыргызской Республики в Республике Корея) 또는 주한 키르기스스탄 대사관은 대한민국 서울특별시 용산구 동빙고동 28-17에 위치하고 있는 키르기스스탄 대사관이다. 현직 주한 키르기스스탄 대사는 아이다 이스마일로바이다.

## 역사
대한민국은 1991년 12월 30일에 소련의 붕괴와 함께 독립한 키르기스스탄을 주권 국가로 승인했으며 키르기스스탄은 1992년 1월 31일에 대한민국과 수교했다. 대한민국은 2007년 9월에 키르기스스탄 비슈케크에 주키르기스스탄 대한민국 대사관을 설립했고 키르기스스탄은 2008년 7월에 대한민국 서울에 주한 키르기스스탄 대사관을 설립했다.

## 주요 업무
주요 업무는 대한민국 정부와의 외교, 교섭, 투자 유치 활동, 대한민국 거주 키르기스스탄 국민의 보호 육성, 외교 정책 홍보, 문화, 학술, 체육 협력, 여권, 입국 사증 발급 및 영사 확인 업무 등이다.

## 같이 보기
- 대한민국-키르기스스탄 관계
- 주키르기스스탄 대한민국 대사관
- 키르기스스탄의 재외공관 목록
- 대한민국 주재 외국공관 목록